# Binti : Retour
Binti : Retour (titre original : Binti: Home) est un roman court de science-fiction, faisant partie du courant de l'afrofuturisme, écrit par Nnedi Okorafor et paru en 2017 aux éditions Tor.com puis traduit en français et publié dans le recueil Binti paru aux éditions ActuSF en 2020. Binti : Retour est la troisième œuvre de la série Binti.

## Résumé
Binti est une jeune fille himba née sur la planète Terre. Elle a quitté sa famille, son village, sa tribu et sa planète à l'âge de seize ans pour l'université intergalactique de la planète Oomza, sans avoir prévenu quiconque.
Après une année d'étude, Binti éprouve le besoin de rentrer voir les siens. Elle désire par la même occasion pratiquer le rituel féminin himba de passage à l'âge adulte qui consiste en un pèlerinage dans le désert. Okwu, son ami Méduse, l'accompagne. À leur arrivée à Osemba, le village natal de Binti, elle est accueillie par ses parents, ses neuf frères et sœurs ainsi que par quelques oncles et tantes. Certains lui reprochent alors son départ un an plus tôt car, de par son don d'harmonisatrice qu'elle seule a hérité de son père, elle était destinée à prendre sa suite dans sa boutique de fabrication et vente d'astrolabes. Dorénavant, son père est obligé d'assumer seul cette tâche et, du fait de son grand âge, cela commence à nuire à sa santé. La présence de la Méduse Okwu, dont le peuple est l'ennemi ancestral du peuple khoush, une ethnie humaine dont un des villages est proche d'Osemba, cause également des problèmes à Binti.
Binti part alors pour le désert en compagnie de sa grand-mère, mais ce n'est pas pour le pèlerinage qu'elle espérait. En effet, cette dernière, qui fait partie des gens du désert, un peuple très mal considéré par les Himba et les Koush, souhaite montrer à sa petite fille ses racines et la présenter à Ariya, leur prêtresse. Binti découvre petit à petit que les gens du désert, présentés par ses parents comme un peuple primitif et sauvage, frappé d’un désordre neurologique génétique, ne sont pas du tout ainsi. Elle apprend de sa grand-mère Titi et d'Ariya qu'ils sont les descendants des Enyi Zinariya, un clan humain devenu ami proche avec des extraterrestres nommés Zinariya ayant fait une halte de quelques mois sur Terre et dont certains sont restés plusieurs années. Avant leur départ définitif, ils ont laissé quelque chose pour permettre aux humains de communiquer avec eux et entre eux, peu importe les distances. Ils appelaient cela « zinariya », le même terme qui servait à les désigner. Il s'agit d'un organisme vivant conçu spécialement pour le sang humain que chaque membre du clan a ingéré dans son système avec de l'eau. Des nanoïdes biologiques tellement minuscules qu'ils peuvent se mêler confortablement au cerveau humain. Ces nanoïdes sont transmis aux enfants au travers de l'ADN. Binti, descendante du clan par son père, qui a néanmoins abandonné les Enyi Zinariya quand il a choisi d'épouser la mère de Binti, une Himba, possède donc ce zinariya en elle. Néanmoins, il doit être activé par une prêtresse pour pouvoir fonctionner. Ariya propose à Binti de réaliser l'opération et celle-ci, après avoir longuement hésité, choisi de faire partie d'une troisième espèce, après les êtres humains et les Méduses.

## Nominations
- Finaliste du prix Hugo du meilleur roman court 2018
- Finaliste du prix Locus du meilleur roman court 2018
- Finaliste  du prix Nommo du meilleur roman court 2018